# Enrico Maria Salerno
Enrico Maria Salerno (Milão, 18 de setembro de 1926 - Roma, 28 de fevereiro de 1994), foi um ator, diretor e dublador italiano.

## Biografia
Em 1943 Salerno participou da República de Salò. Grande ator de teatro, ele atuou nas obras de Luigi Pirandello, William Shakespeare, Vittorio Alfieri, Eduardo De Filippo, Arthur Miller, Edward Albee, Carlo Goldoni, Dostoiévski, George Bernard Shaw e muitos otros. Ele foi dirigido por grandes homens do teatro, incluindo Giorgio Strehler e Franco Zeffirelli.
No cinema, ele trabalhou com grandes diretores, como Mario Monicelli, Roberto Rossellini, Valerio Zurlini, Florestano Vancini, Luigi Comencini, Stefano Vanzina, Dino Risi, Dario Argento, Pasquale Festa Campanile, Luigi Magni.
Salerno também foi um ator de voz formidável: sua é a voz de Clint Eastwood nos filmes de Sergio Leone, e de Cristo no filme Il vangelo secondo Matteo de Pier Paolo Pasolini. Ele morreu de câncer de pulmão em 1994.

## Filmografia

### Cinema

#### Ator
- La tratta delle bianche, de Luigi Comencini (1952).
- Siluri umani, de Antonio Leonviola (1954).
- Estate violenta, de Valerio Zurlini (1959).
- La lunga notte del '43, de Florestano Vancini (1960).
- Le signore, de Turi Vasile (1960).
- Saffo venere di Lesbo, de Pietro Francisci (1960).
- L'assedio di Siracusa, de Pietro Francisci (1960).
- La sposa bella, de Nunnaly Johnson (1960).
- Era notte a Roma, de Roberto Rossellini (1960).
- Odissea nuda, de Franco Rossi (1961).
- Ercole alla conquista di Atlantide, de Vittorio Cottafavi (1961).
- La bellezza di Ippolita , de Giancarlo Zagni (1962).
- L'uomo dalla maschera di ferro, de Henry Decoin (1962).
- Una vita violenta, de Paolo Heusch e Brunello Rondi (1962).
- Smog, de Franco Rossi (1962).
- L'amore difficile, episódio "Le donne", de Sergio Sollima (1962).
- Urlo contro melodia nel Cantagiro '63, de Arturo Gemmiti (1963).
- Violenza segreta, de Giorgio Moser (1963).
- Il fornaretto di Venezia, de Duccio Tessari (1963).
- Scappamento aperto, de Jean Becker (1964).
- I maniaci, de Lucio Fulci (1964).
- La fuga, de Paolo Spinola (1964).
- Tre notti d'amore, episódio "La moglie bambina", de Franco Rossi (1964).
- Queste pazze pazze donne, de Marino Girolami (1964).
- Il vangelo secondo Matteo, de Pier Paolo Pasolini (1964).
- Lo scippo , de Nando Cicero (1965).
- L'ombrellone, de Dino Risi (1965).
- I soldi, de Gianni Puccini e Giorgio Cavedon (1965).
- La bugiarda, de Luigi Comencini (1965).
- La costanza della ragione, de Pasquale Festa Campanile (1965).
- Su e giù, de Mino Guerrini (1965).
- Casanova '70, de Mario Monicelli (1965).
- Io la conoscevo bene, de Antonio Pietrangeli (1965).
- Le stagioni del nostro amore , de Florestano Vancini (1966).
- L'estate, de Paolo Spinola (1966).
- Le fate, episódio "Fata Sabina", de Luciano Salce (1966).
- Il grande colpo dei sette uomini d'oro, de Marco Vicario (1966).
- L'armata Brancaleone, de Mario Monicelli (1966).
- Tre pistole contro Cesare, de Enzo Peri (1967).
- Un treno per Durango, de Mario Caiano (1967).
- Sentenza di morte, de Mario Lanfranchi (1967)
- La notte pazza del conigliaccio, de Alfredo Angeli (1967).
- L'amore attraverso i secoli, episódio "L'età della pietra", de Franco Indovina (1967).
- Bandidos, de Max Dillmann (1967).
- Candy e il suo pazzo mondo, de Christian Marquand (1968).
- La battaglia di El Alamein , de Giorgio Ferroni (1968).
- Vedo nudo, de Dino Risi (1969).
- Nell'anno del Signore, de Luigi Magni (1969).
- L'uccello dalle piume di cristallo, de Dario Argento(1970).
- Quell'amore particolare, de Carlo Martinelli (1970).
- Contestazione generale, de Luigi Zampa (1970).
- Ciao Gulliver, de Carlo Tuzii (1970).
- Il prete sposato, de Marco Vicario (1970).
- A cuore freddo, de Riccardo Ghione (1971).
- Noi donne siamo fatte così, de Dino Risi (1971).
- L'assassinio di Trotsky, de Joseph Losey (1972).
- La polizia ringrazia, de Stefano Vanzina (1972).
- La violenza: Quinto potere, de Florestano Vancini (1972).
- Contratto carnale, de Giorgio Bontempi (1973).
- Ingrid sulls strada, de Brunello Rondi (1973).
- La polizia è al servizio del cittadino?, de Romolo Guerrieri (1973).
- La notte dell'ultimo giorno, de Adimaro Sala (1973).
- No, il caso è felicemente risolto, de Vittorio Salerno (1973).
- La polizia sta a guardare, de Roberto Infascelli (1973).
- Bisturi, la mafia bianca, de Luigi Zampa (1973).
- Un uomo una città, de Romolo Guerrieri (1974).
- Il corpo, de Luigi Scattini (1974).
- Hold up: istantanea di una rapina, de German Lorente (1974).
- La città gioca d'azzardo, de Sergio Martino (1974).
- L'ultimo treno della notte, de Aldo Lado (1975).
- ...a tutte le auto della polizia, de Mario Caiano (1975).
- Fango bollente, de Vittorio Salerno (1975).
- La polizia interviene: ordine di uccidere, de Giuseppe Rosati (1975).
- Un prete scomodo, de Pino Tosini (1975).
- Brogliaccio d'amore, de Decio Silla (1976).
- Bestialità, de Virgilio Mattei (1976).
- Una vita venduta, de Aldo Florio (1976).
- Che notte, quella notte, de Ghigo De Chiara (1977).
- Un donna di seconda mano, de Pino Tosini (1977).
- Amori miei, de Stefano Vanzina (1978).
- Tesoromio, de Giulio Paradisi (1979).
- Il corpo della ragassa, de Pasquale Festa Campanile (1979).
- Cocco mio, de Jean Pierre Rawson (1979).
- Il carabiniere, de Silvio Amadio (1981).
- L'ultima volta insieme, de Ninì Grassia (1981).
- Sballato, gasato, completamente fuso, de Stefano Vanzina (1982).
- Legati da tenera amicizia, de Alfredo Giannetti (1983).
- Scuola di ladri, de Neri Parenti (1986).
- I padroni dell'estate, (1987).
- Scuola di ladri parte seconda, de Neri Parenti (1987).
- Il volpone, de Maurizio Ponzi (1988).

#### Diretor
- Anonimo veneziano (1970)
- Cari genitori (1973)
- Eutanasia di un amore (1978)